# Chaîne Osborn

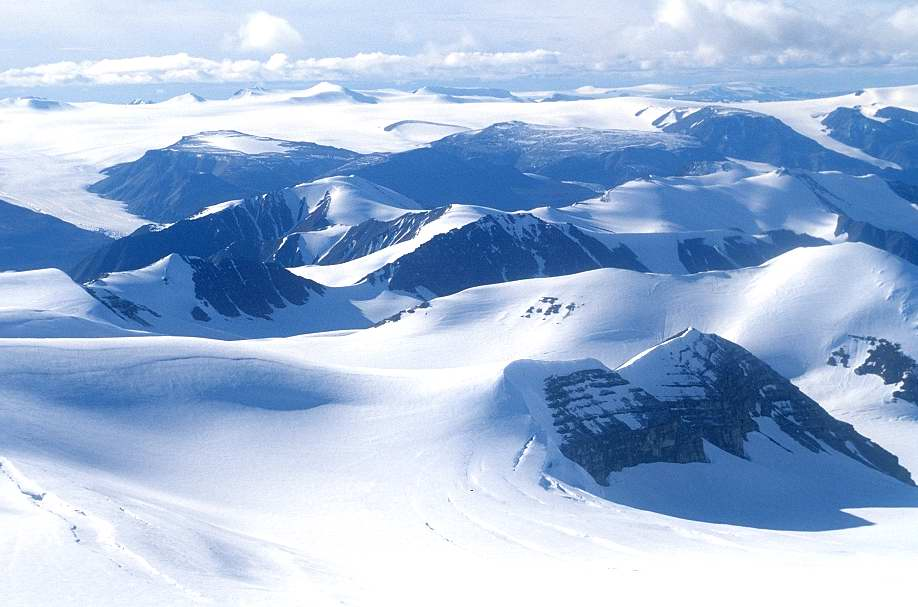
Chaîne Osborn

La chaîne Osborn (anglais : Osborn Range) est une petite chaîne de montagnes située sur l'île d'Ellesmere au nord-ouest du fjord Tanquary, à la limite du parc national Quttinirpaaq. Il fait partie de la cordillère Arctique. Le seul sommet baptisé de la chaîne est le mont Townsend à 1 235 m d'altitude.
Le glacier Gull, qui est dans le parc national, fait partie de la chaîne.